# Prequel
Prequel (с англ. «Приквел») — мобильное приложение, позволяющее накладывать фильтры и эффекты на фото и видео. В апреле 2021 в российском App Store приложение занимает 10 место в категории «Фото и видео». Prequel как разработчик занимает 7 место в топ-10 паблишеров с head-офисами в США по версии аналитической платформы App Annie. Разработчик приложения компания Prequel Inc.

## История
В 2016 году предприниматели - инвесторы из США: Тимур Хабиров и Серж Алисеенко зарегистрировали компанию AIAR Labs Inc. Компания занималась заказной разработкой AR-решений. В разработке было также несколько собственных продуктов, и было решено вывести в бета-тестирование продукт Prequel, основанный на обработке фото и видео.
В августе 2018 года Prequel появился в App Store, в его запуск было вложено $3 млн из средств основателей. Приложение для Android появилось через 2 года, в июле 2020. В первом релизе было около 10 предустановленных фильтров и столько же эффектов для фото: лепестки роз; дождь и снег; эффект VHS и кинопленки; глитч; зернистость; пленочные засветы; солнечные зайчики; ломография.
В 2019 году приложение получило первую популярность в Азии, особенно в Корее, после того как корейская k-pop группа BTS опубликовала сториз с вручения премии Grammy, обработанные с помощью Prequel.
В марте 2020-го во время локдауна, вызванного Covid-19, в США знаменитости стали публиковать фото и видео, обработанные в Prequel: Ариана Гранде, Кристина Агиллера, Билли Айлиш, Ким Кардашьян, Селена Гомез, и другие. Эти публикации стали триггером популярности продукта на американском рынке.
За 2020 год показатель MAU (monthly active users) у Prequel вырос в 5,7 раза, а ежемесячная выручка достигла $2 млн. По данным на 2021 год приложением пользуются более 50 миллионов человек во всем мире. Штаб-квартира в Нью-Йорке, 130 сотрудников.
В 2021 году создатели Prequel Тимур Хабиров и Серж Алисеенко запустили венчурную студию для стартапов, работающих в области искусственного интеллекта, компьютерного зрения и визуального искусства на базе AR.

## Технические особенности
Для обработки контента приложение использует искусственный интеллект. C помощью фейс-трекера Prequel производит тюнинг лица на изображении или видео, а также привязывает декоративные элементы к определённым точкам на лице и фигуре.
Для работы с нейронными сетями Prequel использует фреймворки Core ML, MNN, TFLight, на 80% обработка изображений производится именно нейронными сетями.
Часть ИИ-решений приложение запускает на сервере, а часть на мобильном устройстве пользователя.
Результат обработки фото и видео в приложении называют «приквелом». Приложение ежедневно выпускает 2 млн приквелов, которые пользователи публикуют в Instagram, TikTok и других социальных сетях.
На начало 2021 года в приложении 440 коллекций фильтров, половина из них бесплатные.